# Ham (chimpanzé)
Pour les articles homonymes, voir Ham.
Ham, né en juillet 1957 au Cameroun et mort le 19 janvier 1983, également connu sous le nom de « Ham le chimpanzé », est le premier chimpanzé à être allé dans l'espace.

## Nom
Ham est l'acronyme du laboratoire qui l'a entraîné pour son vol historique, le Holloman Aerospace Medical Center (« centre de médecine aérospatiale Holloman »), situé sur la Holloman Air Force Base dans l'État du Nouveau-Mexique aux États-Unis.
Désigné initialement comme le chimpanzé 65, il n'a été baptisé « Ham » qu'après le succès de la mission. Son véritable nom était toutefois Chang. Il fut rebaptisé ainsi car les responsables du projet jugèrent que cela ne faisait pas suffisamment américain.

## Histoire
Amené du Cameroun, où il est né, par des trappeurs, il fut élevé à Rare Bird Farm à Miami (Floride), et a été acheté par U.S. Air Force pour être envoyé à Holloman en 1959.

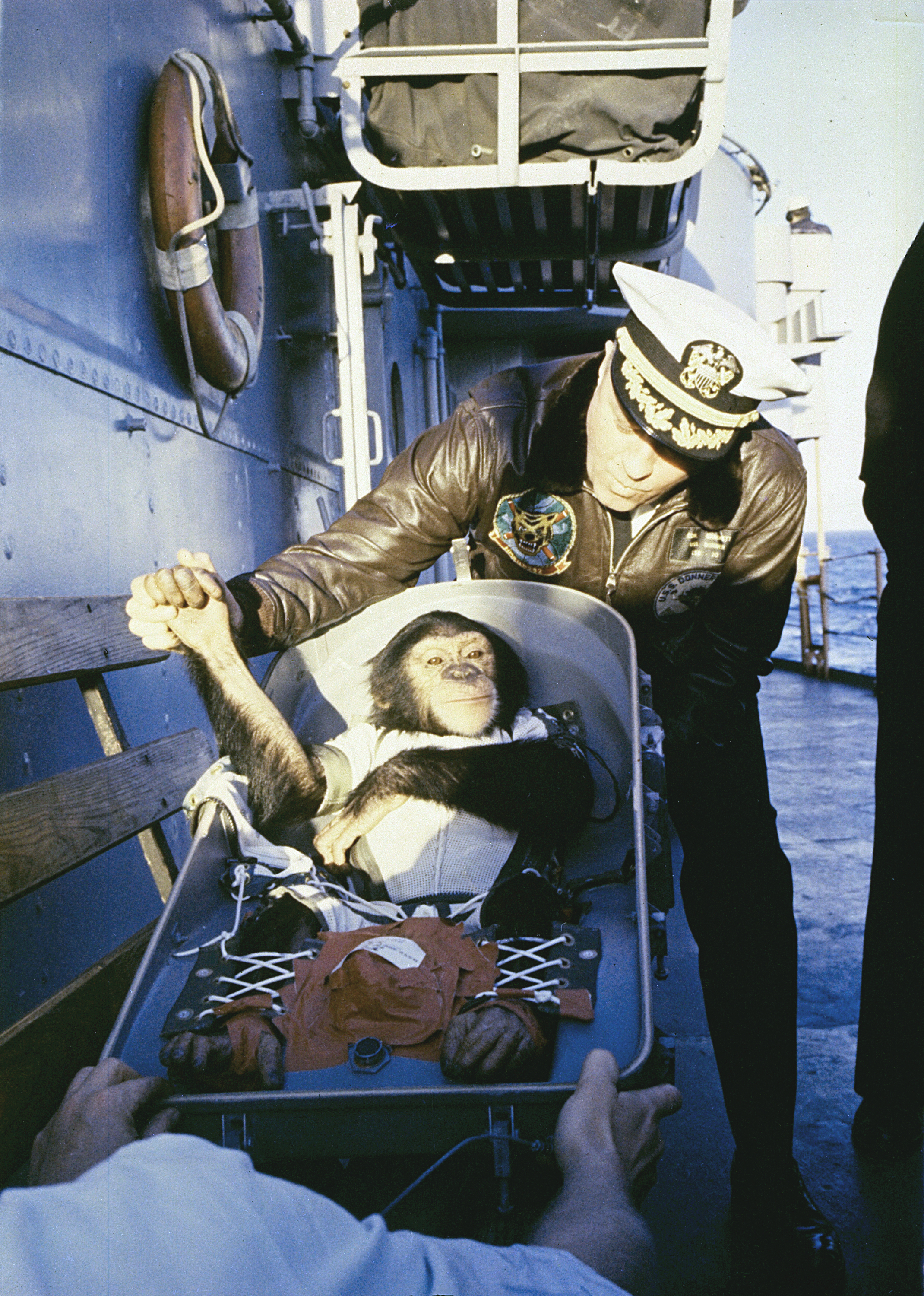
Le retour de Ham sur Terre, en 1961.

Ham est sélectionné, parmi 40 chimpanzés, pour être lancé le 31 janvier 1961 dans le cadre de la mission Mercury-Redstone 2 deuxième vol opérationnel du programme Mercury. Cette mission était destinée à préparer le premier vol d'un astronaute américain. Après un vol suborbital de 6 min culminant à 250 km d'altitude, sa capsule a amerri dans l'océan Atlantique et il a été récupéré en bonne santé sur le destroyer Ellison. Durant le vol, la capsule s'est dépressurisée en partie mais Ham était protégé par sa combinaison spatiale. Tout au long de son vol, Ham devait réaliser des tests logiques : les résultats de ceux-ci étaient pratiquement aussi bons que ceux qu'il avait exécutés au sol prouvant que les capacités intellectuelles n'étaient pas diminuées par les conditions rencontrées dans l'espace. Pour le récompenser, alors qu'il se trouvait encore dans sa capsule, on lui tendit une pomme qu'il saisit avec un large sourire.
Après son vol, il vivra 17 ans au Parc zoologique national de Washington, puis au Zoo de Caroline du Nord à Asheboro (Caroline du Nord), où il mourut en 1983 à l'âge de 26 ans.
Sa tombe se trouve devant le Musée de l'histoire spatiale du Nouveau-Mexique, à Alamogordo.

### Vidéographie
- Ham, un chimpanzé dans l'espace, film documentaire de Jérôme-Cécil Auffret, 2006